# Томашићи
Томашићи су насељено место у Карловачкој жупанији у Хрватској. Административно припада општини Генералски Стол.

## Становништво
Према попису становништва из 2001. године, насеље је имало 86 становника у 25 породичних домаћинстава.
Кретање броја становника по пописима 1857—2001.
| година пописа  | 1857. | 1869. | 1880. | 1890. | 1900. | 1910. | 1921. | 1931. | 1948. | 1953. | 1961. | 1971. | 1981. | 1991. | 2001. |
| бр. становника | 304   | 285   | 285   | 271   | 254   | 252   | 212   | 229   | 257   | 252   | 221   | 164   | 147   | 128   | 86    |